# Miss Mazedonien

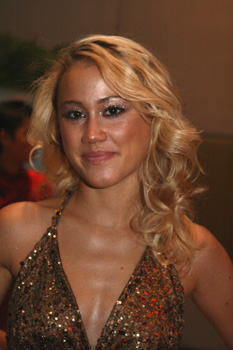
Jana Stojanovska, Miss Mazedonien 2007

Miss Mazedonien ist ein jährlicher nationaler Schönheitswettbewerb für unverheiratete Frauen in Nordmazedonien. Er wird seit 2001 von der MISS*M Agency ausgetragen. Im Inland heißt er Mis na Makedonija (Мис на Македонија). Die Gewinnerinnen nehmen an der Wahl zur Miss World teil.

## Siegerinnen
| Jahr | Name                | Mazedonische Form   |
| ---- | ------------------- | ------------------- |
| 2001 | Sandra Spasovska    | Сандра Спасовска    |
| 2002 | Jasna Spasovska     | Јасна Спасовска     |
| 2003 | Maria Vasić         | Марија Васиќ        |
| 2004 | Sara Leshi          | Зара Леши           |
| 2005 | Milena Stanivuković | Милена Станивуковиќ |
| 2006 | Marija Vegova       | Марија Вегова       |
| 2007 | Jana Stojanovska    | Јана Стојановска    |
| 2008 | Suzana Al-Salkini   | Сузана Ал Салкини   |
| 2009 | ?                   | ?                   |
| 2010 | Stefani Borsova     | Стефани Борсова     |

Anmerkung zur Schreibweise der Namen: Die mazedonische ist die Originalform (bis auf 2004). Die lateinische wurde jeweils daraus übertragen, jedoch nicht in wissenschaftlicher Transliteration oder Transkription, sondern in der bei internationalen Wettbewerben verwendeten Weise, die zumeist dem Englischen angeglichen ist.